# Seven Keys to Baldpate (film 1925)
Seven Keys to Baldpate è un film muto del 1925 diretto da Fred C. Newmeyer e interpretato da Douglas MacLean, Edith Roberts, Anders Rodolf, Crauford Kent, Ned Sparks.
La sceneggiatura di Wade Boteler e Frank Griffin si basa sull'omonimo romanzo di Earl Derr Biggers - pubblicato a Indianapolis nel 1913 - e dal lavoro teatrale dallo stesso titolo di George M. Cohan che era andato in scena a New York il 22 settembre 1913.

## Produzione
Il film fu prodotto dalla Famous Players-Lasky Corporation.

## Distribuzione
Il copyright del film, richiesto dalla Famous Players-Lasky Corp., fu registrato il 26 ottobre 1925 con il numero LP21947.
Distribuito dalla Paramount Pictures, fu presentato in prima a Cleveland, in Ohio, l'11 ottobre 1925 per uscire nelle sale degli Stati Uniti il 19 ottobre 1925.
Non si conoscono copie ancora esistenti della pellicola che viene considerata presumibilmente perduta.